# Chalcoscirtus asiaticus
Chalcoscirtus asiaticus är en spindelart som först beskrevs av Dmitry Evstratievich Kharitonov 1951.  Chalcoscirtus asiaticus ingår i släktet Chalcoscirtus och familjen hoppspindlar. Inga underarter finns listade i Catalogue of Life.